# Valentino Martinelli
Valentino Martinelli (* 23. Februar 1923 in Rom; † 26. September 1999 ebendort) war ein italienischer Kunsthistoriker und Kunstkritiker.

## Leben
Martinelli schloss 1945 sein Studium an der römischen Universität La Sapienza an der Fakultät für Literatur und Philosophie ab und begann anschließend seine akademische Laufbahn als Assistent von Lionello Venturi, dessen Schüler er war.
Es folgten:
- 1950 freier Dozent für die Geschichte der mittelalterlichen und modernen Kunst an der Universität Rom
- 1955 berufung an die Scuola di Perfezionamento del Corso di Storia dell’Arte contemporanea
- 1956 bis 1960 Dozent für die Geschichte der mittelalterlichen und modernen Kunst an der Philosophischen Fakultät der Universität von Messina
- 1959 freier Dozent für die Geschichte der modernen Kunst an der Fakultät für Literatur der Universität Rom und an derselben Fakultät im akademischen Jahr 1960–1961 Dozent für die Geschichte der zeitgenössischen Kunst
- Februar 1961 außerordentlicher Professor an die Fakultät für Literatur der Universität Messina
- Von 1962 bis 1964 außerordentlicher Professor und danach ordentlicher Professor an der Fakultät für Literatur und Philosophie der Universität Perugia, wo er von 1962 bis 1972 auch die offizielle Lehre der christlichen Archäologie leitete
- Im Jahr 1976 wurde er auf den Lehrstuhl für Geschichte der modernen Kunst an der Universität Rom berufen, wo er 1979 auch zum Direktor der Fachschule für mittelalterliche und moderne Kunstgeschichte ernannt wurde

Er hatte auch Posten bei Institutionen wie der Quadriennale di Roma (deren Direktorium er von 1984 bis 1988 angehörte) und der Biennale von Venedig inne, wo er 1968 zum Präsidenten der Kommission für figurative Kunst ernannt wurde.
Neben seiner akademischen Tätigkeit war er auch intensiv als Kunstkritiker tätig. Er schrieb für Kunst- und Literaturzeitschriften wie La Fiera Letteraria, Il Veltro, Civiltà delle Macchine, Antichità viva, Studi Romani, Bollettino dei Musei Comunali di Roma und Commentari.
Von 1961 bis 1965 war er Kunstkritiker der Tageszeitung Momento Sera. Er vermachte der Stadt Perugia seine Barocksammlung, die sich heute in der Galleria Nazionale dell’Umbria befindet.

## Kunstsammlung
In seinem Testament vom 16. Dezember 1997 vermachte Martinelli der Stadt Perugia seine Kunstsammlung, die Gemälde, Skulpturen und Graphiken von Künstlern des römischen Barock umfasst, darunter Gian Lorenzo Bernini, Claude Mellan, Johann Paul Schor, Mattia Preti, Carlo Maratta, Domenico Guidi, François Spierre und Giovanni Battista Piranesi.
Von 2002 bis 2014 war die Sammlung im Gebäude des Städtischen Museums im Palazzo della Penna in Perugia untergebracht. Im Juni 2013 beschloss die Stadtverwaltung von Perugia im Einvernehmen mit dem Ministerium für Kultur und Tourismus die Überführung der Sammlung in die Nationalgalerie Umbriens, die am 17. April 2015 abgeschlossen wurde. Etwa siebzig der über hundert Werke sind derzeit in drei Sälen im zweiten Stock des Museums ausgestellt.

## Werke
- Valentino Marinelli: Bernini. Mailand 1953 (italienisch).
- Valentino Marinelli: La XXVII Biennale di Venezia, La scultura (= Commentari. Nr. V). 1954 (italienisch).
- Valentino Marinelli: Mirko (= Commentari. Nr. VI). 1955 (italienisch).
- Valentino Marinelli: I ritratti di pontefici di Gian Lorenzo Bernini. Rom 1956 (italienisch).
- Valentino Marinelli: Marino Mazzacurati (= Biennale. Nr. XVIII). 1956 (italienisch).
- Valentino Marinelli: Venezia 1956 - Crisi della Biennale o Biennale di crisi? (= Commentari. Nr. VII). 1956 (italienisch).
- Valentino Marinelli: Marino Mazzacurati. In: Catalogo della XXVIII Biennale. Venedig 1956 (italienisch).
- Valentino Marinelli: Un capolavoro inedito del Lanfranco. In: S. Domenico a Spoleto (= Spoletium. IV, n. II). Edizioni dell’Accademia spoletina, Spoleto 1957 (italienisch).
- Valentino Marinelli: Mirko. In: Catalogo VIII Quadriennale di Roma. Rom 1959 (italienisch).
- Valentino Marinelli: Il padiglione italiano della XXX Biennale d’arte di Venezia: Arte italiana del XX secolo da collezioni americane (= Il Veltro. IV, 9). 1960 (italienisch).
- Valentino Marinelli: Mirko. In: Catalogo XXX Biennale di Venezia. Venedig 1960 (italienisch).
- Valentino Marinelli: Sironi e i "paesaggi urbani" (= Momento Sera). 15. September 1961 (italienisch).
- Valentino Marinelli: Mostre romane d’arte, Carlo Levi alla "Nuova Pesa" (= Momento Sera). 20. Mai 1962 (italienisch).
- Valentino Marinelli: La XXXI Biennale d’arte di Venezia (= Il Veltro. VI, 3). 1962 (italienisch).
- Valentino Marinelli: Mostre romane d’arte, Monachesi e Bartoli (= Momento Sera). 29. Mai 1962 (italienisch).
- Valentino Marinelli: Mostre romane d’arte, De Laurentiis all'"Hilton" (= Momento Sera). 23. Juli 1964 (italienisch).
- Valentino Marinelli: Incisioni sculture disegni, L’opera grafica di Gentilini  al "Torcoliere" (= Momento Sera). 21. November 1964 (italienisch).
- Valentino Marinelli: Mostre romane d’arte, Disegni e sculture di De Laurentiis al "Bilico" (= Momento Sera). 21. November 1964 (italienisch).
- Valentino Marinelli: Mostre romane d’arte, Disegni di Mazzacurati al "Bianco e nero"' (= Momento Sera). 21. November 1964 (italienisch).
- Valentino Marinelli: Mario Mafai. In: Catalogo della IX Quadriennale Nazionale d'Arte di Roma. Rom 1965 (italienisch).
- Valentino Marinelli: Scultura italiana dal Manierismo al Rococò. In: Scultura italiana. Mailand 1967 (italienisch).
- Valentino Marinelli (Hrsg.): Mario Mafai. Editalia, Rom 1967 (italienisch).
- Valentino Marinelli: Artisti d’oggi in galleria. Testimonianze e cronache figurative. Bari 1968 (italienisch).
- Luigi Michelini Tocci, Giovanni Morello, Velentino Martinelli, Marc Worsdale (Hrsg.): Bernini in Vaticano: Braccio di Carlo Magno, maggio-luglio 1981. De Luca, Rom 1981 (italienisch).
- Valentino Marinelli (Hrsg.): Le statue berniniane del colonnato di S. Pietro. Rom 1988 (italienisch).